# Philippe Parmentier

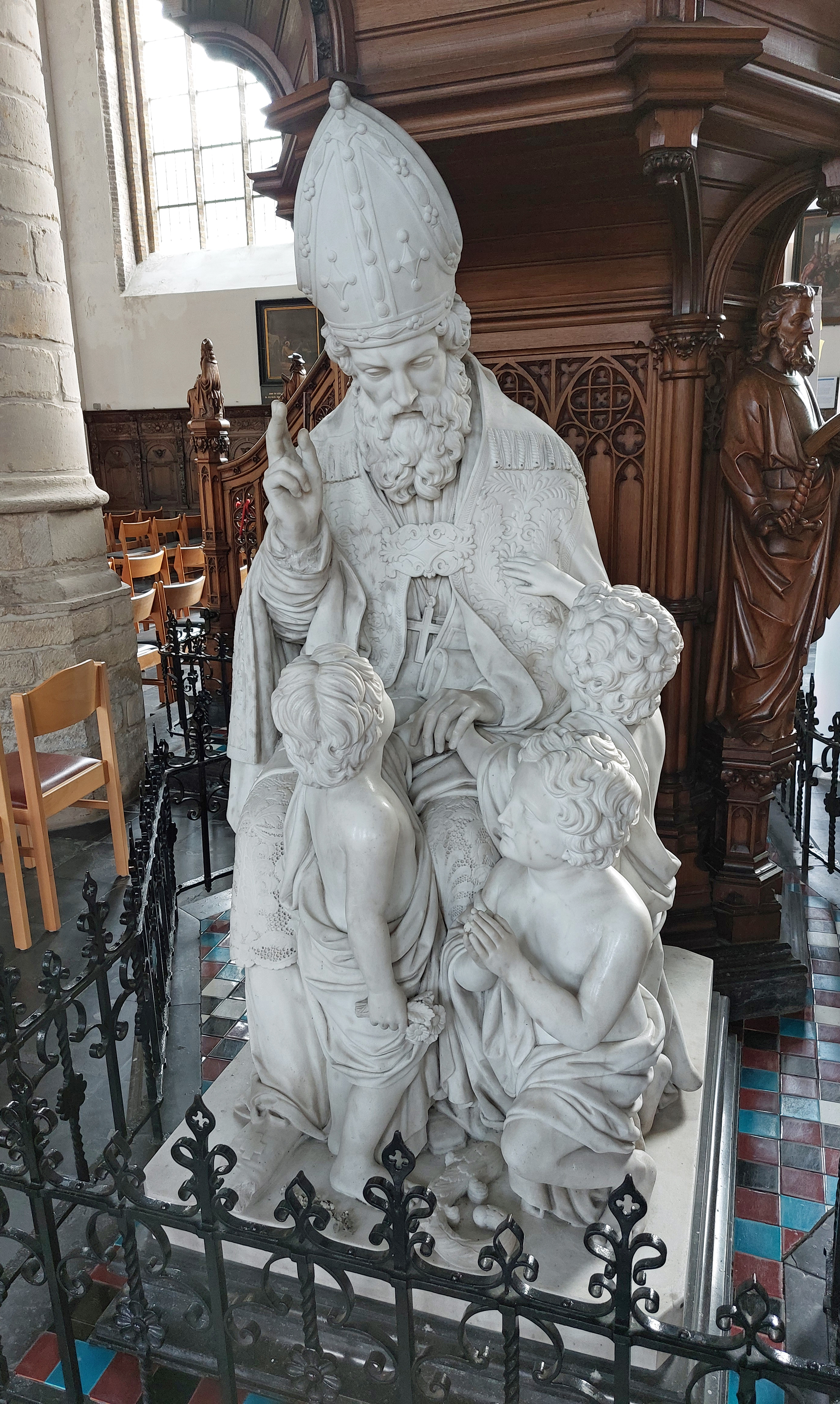
Beeld van Sint-Nicolaas (1839) in Veurne

Philippe Joseph Parmentier (Feluy, 1784/1787 – Gent, 5 mei 1867) was een Belgisch beeldhouwer.

## Leven en werk
Parmentier was een zoon van de beeldhouwer Antoine François Parmentier en Marie Madeleine Remiens. Hij kreeg de eerste lessen van zijn vader en studeerde aan de École des Beaux-Arts in Parijs, als leerling van onder anderen François Joseph Bosio. Parmentier exposeerde meerdere malen, onder meer bij de Brusselse en Gentse Salon en de tentoonstelling van Levende Meesters in Amsterdam (1824) en Haarlem (1825). In 1836 werd hij benoemd tot hoogleraar aan de Koninklijke Academie voor Schone Kunsten van Gent, een functie die hij tot 1850 zou vervullen.

## Enkele werken
- grafmonument van Charles Pisani de la Gaude (1826),[5] Sint-Aubankathedraal, Namen
- standbeeld van Jacob Cats (1829), Brouwershaven
- grafmonument van P.L. Bortier (1830), Begraafplaats van Laken
- gedenkteken Karel van Hulthem (1839), Augustijnenkerk, Gent
- marmeren beeld van Sint-Nicolaas (1839) en een voorstelling van de vier evangelisten, Sint-Niklaaskerk (Veurne)
- buste van Lodewijk Roelandt (1841), collectie Museum voor Schone Kunsten (Gent)
- grafmonument voor de kanunniken Joos en Ambrosius Goethals in de Sint-Baafskathedraal van Gent. Samen met broer Leopold Parmentier.
- buste van Jozef Kluyskens, collectie Stadsmuseum Gent

## Fotogalerij

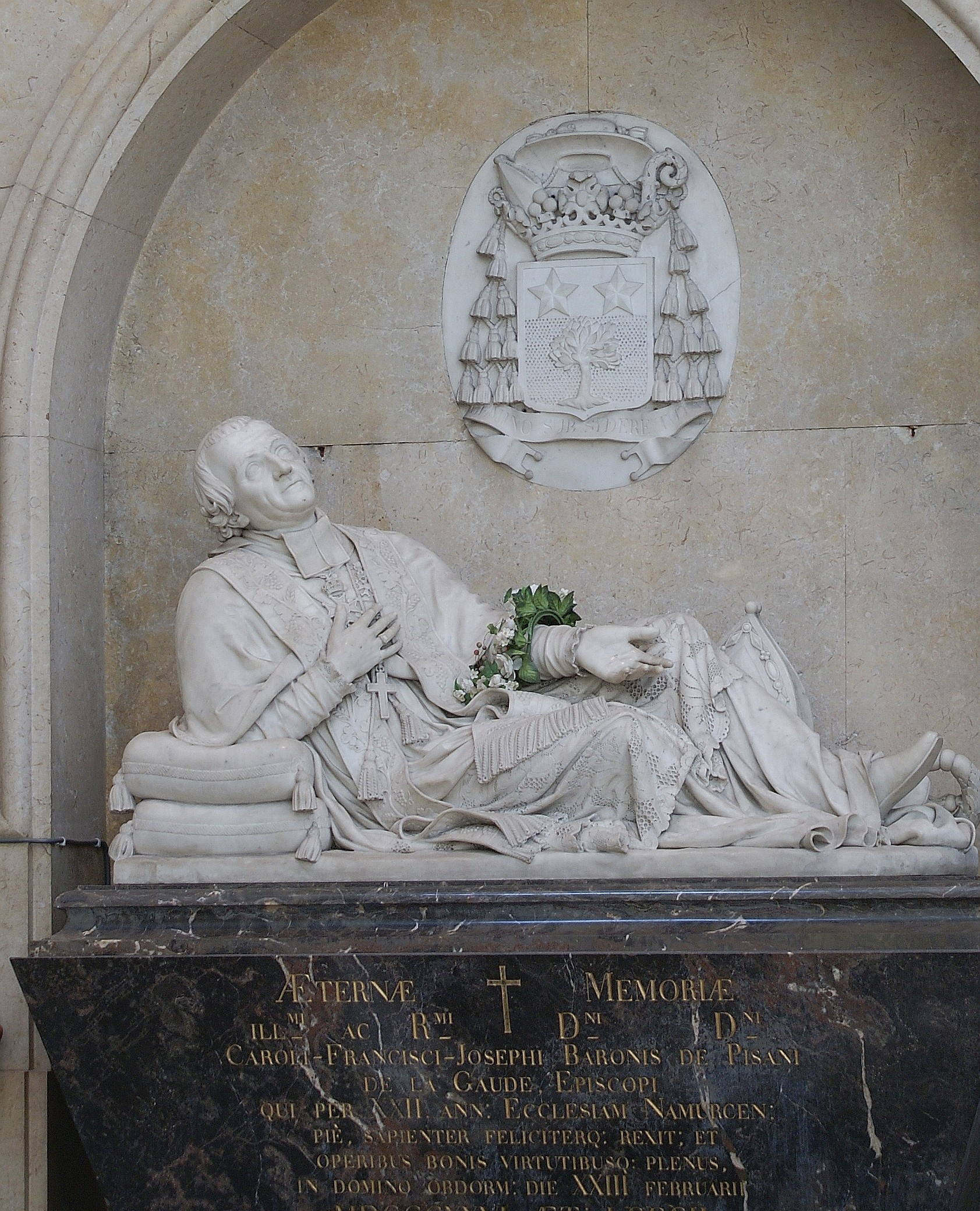
Grafmonument van Charles Pisani de la Gaude (1826)
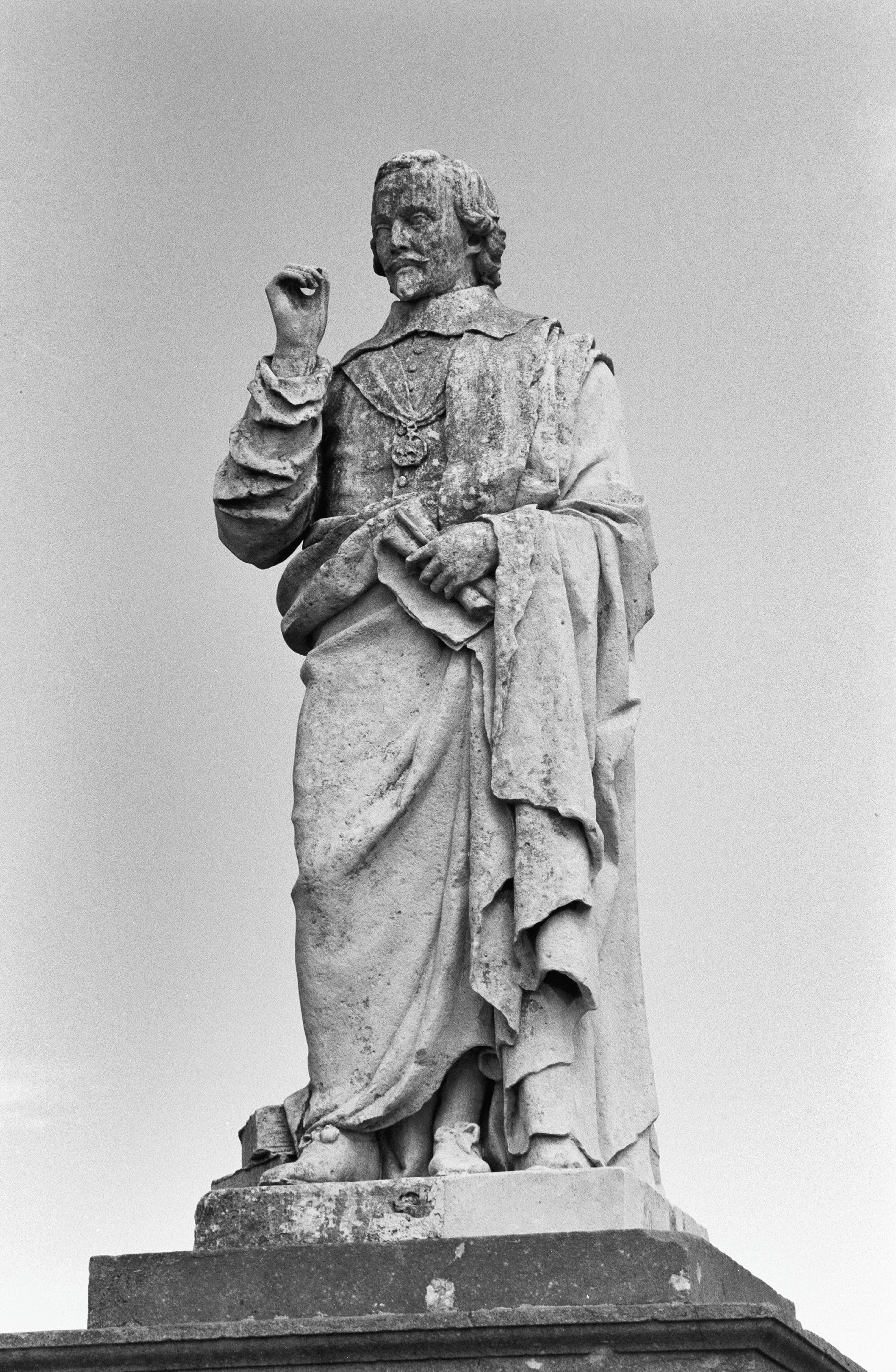
Standbeeld van Jacob Cats (1829)

- International Standard Name Identifier: 0000 0003 9602 8675
- Nederlandse Thesaurus van Auteursnamen: 124853609
- RKD-Nederlands Instituut voor Kunstgeschiedenis: 61876
- Virtual International Authority File: 290846967